# Maretia
Genre
Maretia est un genre d'oursins de la famille des Maretiidae.

## Description et caractéristiques
Ce sont des oursins irréguliers, dont la large bouche filtreuse est située à l'avant de la face inférieure de l'animal, et l'anus en position terminale arrière.

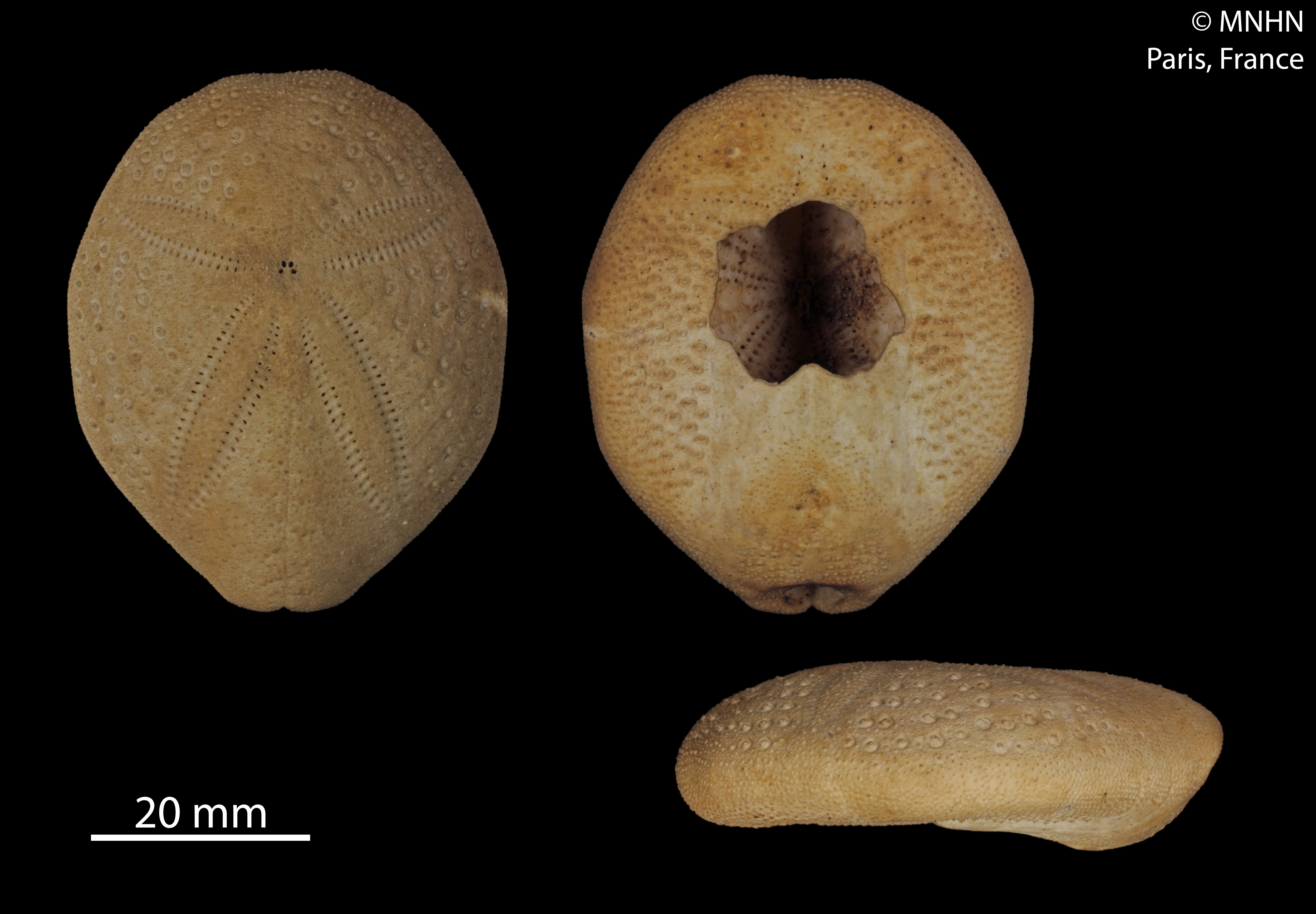
Test de Maretia planulata

## Liste des genres
Selon World Register of Marine Species (28 janvier 2015) :
- Maretia carinata Bolau, 1873 -- Polynésie
- Maretia cordata Mortensen, 1948 -- Région Malaisie-Indonésie-Philippines
- Maretia estenozi Sánchez Roig, 1926 †
- Maretia planulata (Lamarck, 1816) -- Indo-Pacifique

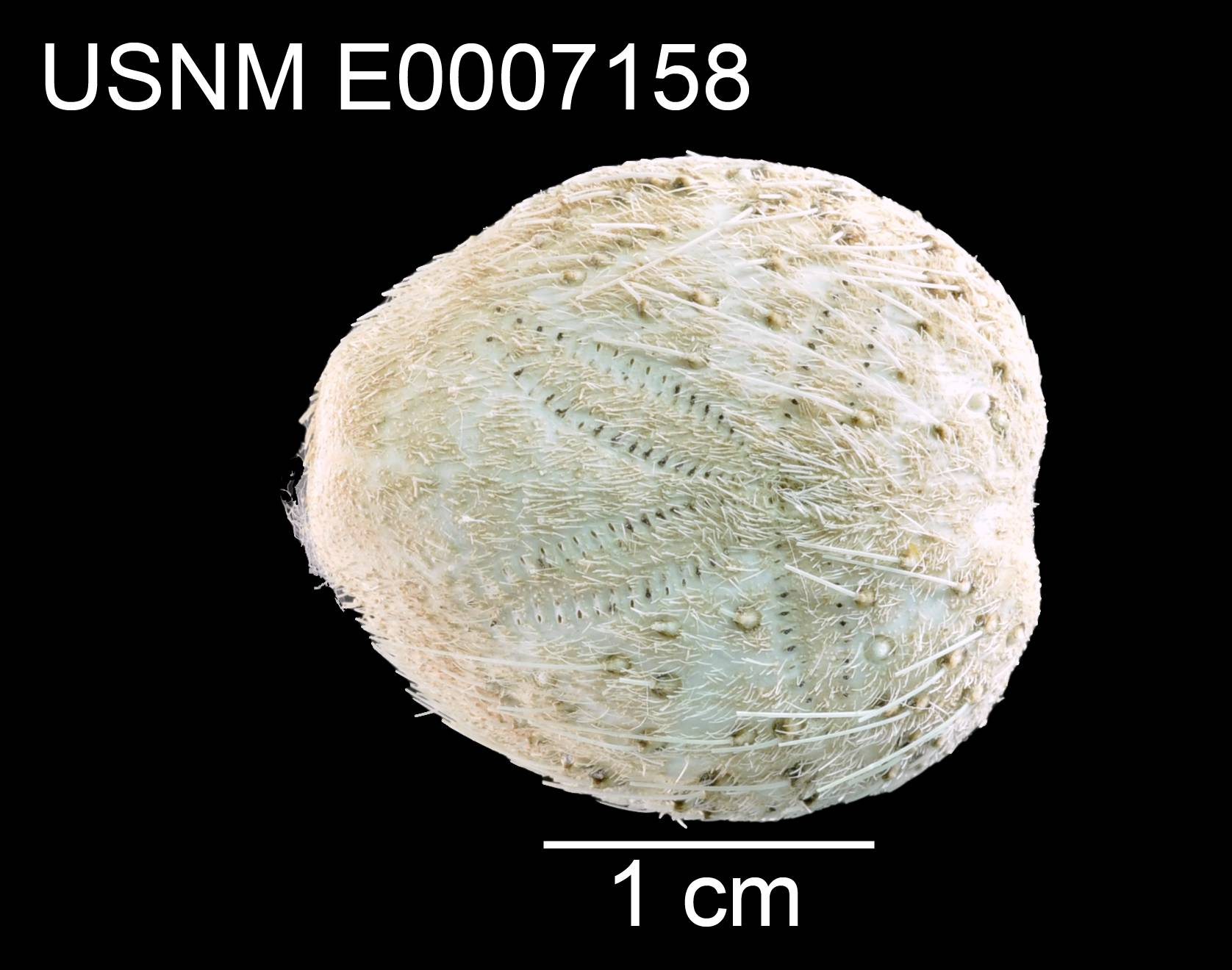
Maretia cordata
Maretia planulata